# Liste des arrêts de la Cour suprême des États-Unis, volume 1
Ceci est une liste des arrêts de la Cour suprême des États-Unis du volume 1 de l’United States Reports.  Aucune des décisions apparaissant dans le premier volume et la plupart des arrêts du second volume de l'United States Reports ne sont réellement des décisions de la Cour suprême des États-Unis. À la place, ces décisions viennent de plusieurs cours de Pennsylvanie datant de la période coloniale et de la première décennie après l'indépendance. Alexander J. Dallas, un journaliste et homme de loi philadelphien, travaillait à reporter ces arrêts pour les journaux et périodiques. Il a plus tard commencé à compiler ses rapports d'arrêts en volume relié, qu'il a appelé Reports of cases ruled and adjudged in the courts of Pennsylvania, before and since the Revolution. Ce sera plus tard connu comme le premier volume du Dallas Reports." 
Quand la cour suprême déménagea avec le nouveau gouvernement fédéral en 1791 à la capitale temporaire de la nation à Philadelphie, Dallas fut désigné comme premier rapporteur non officiel et non payé des décisions de la cour suprême des États-Unis.
En 1874, le gouvernement créa l'United States Reports, et numérota les volumes publiés précédemment comme faisant partie de la série, commençant par les premiers volumes des Dallas Reports. C'est pourquoi les décisions de ces premiers rapports apparaissent avec deux types de catégorisation; une pour l'United States Reports, et l'autre pour les Dallas Reports : soit 'Lessee of Hyam v. Edwards is 1 U.S. 1 (1 Dallas 1) (1760).

## Cour coloniale de Pennsylvanie
- Lessee of Hyam v. Edwards, 1 U.S. 1 , 1 Dall. 1 (1759)
- Weston v. Stammers, 1 U.S. 2 , 1 Dall. 2 (1759)
- Stevenson v. Pemberton, 1 U.S. 3, 1 Dall. 3 (1760)
- Lessee of Ashton v. Ashton, 1 U.S. 4 , 1 Dall. 4 (1760)
- Hewes v. M'Dowell, 1 U.S. 5, 1 Dall. 5 (1762)
- King v. Lukens, 1 U.S. 5, 1 Dall. 5 (1762)
- Nixon and Harper v. Long and Plumstead 1 U.S. 6, 1 Dall. 6 (1762)
- Fothergill's Lessee v. Stover, 1 U.S. 6, 1 Dall. 6 (1763)
- Wallace v. Child, 1 U.S. 7, 1 Dall. 7 (1763)
- Price v. Watkins, 1 U.S. 8, 1 Dall. 8 (1763)
- The King v. Haas, 1 U.S. 9, 1 Dall. 9 (1764)
- The King v. Rapp, 1 U.S. 9, 1 Dall. 9 (1764)
- Albertson v. Robeson, 1 U.S. 9, 1 Dall. 9 (1764)
- Richardson's Lessee v. Campbell, 1 U.S. 10, 1 Dall. 10 (1764)
- Davey v. Turner, 1 U.S. 11, 1 Dall. 11 (1764)
- Boehm v. Engle, 1 U.S. 15, 1 Dall. 15 (1767)
- Riche v. Broadfield, 1 U.S. 16, 1 Dall. 16 (1768)
- Lessee of Lloyd v. Taylor, 1 U.S. 17 , 1 Dall. 17 (1768)
- Lessee of Proprietary v. Ralston, 1 U.S. 18, 1 Dall. 18 (1773)
- Hurst v. Dippo, 1 U.S. 20 , 1 Dall. 20 (1774)
- Steiner v. Fell, 1 U.S. 22 , 1 Dall. 22 (1776)
- Wheeler v. Hughes, 1 U.S. 23 , 1 Dall. 23 (1776)
- Fallowfield v. Marlborough, 1 U.S. 28 , 1 Dall. 28 (1776)
- Keppele v. Williams, 1 U.S. 29 , 1 Dall. 29 (1776)

## Cour d'État de Pennsylvanie à Philadelphie
Note: Ces arrêts sont listés dans les registres chronologiquement plutôt que par cour, et inclut des arrêts de la Cour suprême de Pennsylvanie, la Haute cour d'appel de Pennsylvanie, la Court of Common Pleas du Comté de Philadelphie, et les sessions Oyer and Terminer à Philadelphie.
- Respublica v. Molin, 1 U.S. 33, 1 Dall. 33 (1778)
- Respublica v. Carlisle, 1 U.S. 35 , 1 Dall. 35 (1778)
- Respublica v. Roberts, 1 U.S. 39 , 1 Dall. 39 (1778)
- Respublica v. Sweers, 1 U.S. 41, 1 Dall. 41 (1779)
- James's Claim, 1 U.S. 47, 1 Dall. 47 (1780)
- Montgomery v. Henry, 1 U.S. 49, 1 Dall. 49 (1780)
- Jacobs v. Adams, 1 U.S. 52 , 1 Dall. 52 (1781)
- Respublica v. Chapman, 1 U.S. 53 , 1 Dall. 53 (1781)
- Respublica v. Buffington, 1 U.S. 60, 1 Dall. 60 (1781)
- McVeaugh v. Goods, 1 U.S. 62 , 1 Dall. 62 (1781)
- McDill's Lessee v. McDill, 1 U.S. 63, 1 Dall. 63 (1782)
- Morris's Lessee v. Vanderen, 1 U.S. 64 , 1 Dall. 64 (1782)
- Shrider's Lessee v. Nargan, 1 U.S. 68 , 1 Dall. 68 (1782)
- Wilcox v. Henry, 1 U.S. 69 , 1 Dall. 69 (1782)
- Kennedy v. Fury, 1 U.S. 72, 1 Dall. 72 (1783)
- Respublica v. Mesca, 1 U.S. 73, 1 Dall. 73 (1783)
- Nathan v. Virginia, 1 U.S. 77, 1 Dall. 77 (1784)
- Carlisle v. Cunningham, 1 U.S. 81, 1 Dall. 81 (1784)
- Leib v. Bolton, 1 U.S. 82 , 1 Dall. 82 (1784)
- Rodman v. Hoops's Executor, 1 U.S. 85, 1 Dall. 85 (1784)
- Respublica v. Doan, 1 U.S. 86 , 1 Dall. 86 (1784)
- Hamilton's Lessee v. Galloway, 1 U.S. 93 , 1 Dall. 93 (1784)
- Hight v. Wilson, 1 U.S. 94 , 1 Dall. 94 (1784)
- Talbot v. Commanders and Owners of Three Brigs, 1 U.S. 95 , 1 Dall. 95 (1784)
- Respublica v. Keating, 1 U.S. 110, 1 Dall. 110 (1784)
- Respublica v. De Longchamps, 1 U.S. 111 , 1 Dall. 111 (1784)
- Gerard v. Basse, 1 U.S. 119, 1 Dall. 119 (1784)
- Davison's Lessee v. Bloomer, 1 U.S. 123, 1 Dall. 123 (1785)
- Tracy v. Wikoff, 1 U.S. 124 , 1 Dall. 124 (1785)
- Wharton v. Morris, 1 U.S. 125 , 1 Dall. 125 (1785)
- Wilson's Lessee v. Campbell, 1 U.S. 126 , 1 Dall. 126 (1785)
- Shoemaker v. Shirtliffe, 1 U.S. 127, 1 Dall. 127 (1785)
- Buckley v. Durant, 1 U.S. 129 , 1 Dall. 129 (1785)
- Carrew v. Willing, 1 U.S. 130, 1 Dall. 130 (1785)
- Campbell v. Richardson, 1 U.S. 131 , 1 Dall. 131 (1785)
- Graham's Appeal, 1 U.S. 136 , 1 Dall. 136 (1785)
- Vanhorn's Lessee v. Harrison, 1 U.S. 137 , 1 Dall. 137 (1785)
- McCullum v. Coxe, 1 U.S. 139 , 1 Dall. 139 (1785)
- Morris v. De Mars, 1 U.S. 140 , 1 Dall. 140 (1785)
- Woods v. Courter, 1 U.S. 141 , 1 Dall. 141 (1785)
- Dorrow v. Kelly, 1 U.S. 142 , 1 Dall. 142 (1785)
- Brown v. Scott, 1 U.S. 145 , 1 Dall. 145 (1785)
- Morris v. Tarin, 1 U.S. 147 , 1 Dall. 147 (1785)
- Henderson v. Allen, 1 U.S. 149 , 1 Dall. 149 (1785)
- Respublica v. Caldwell, 1 U.S. 150 , 1 Dall. 150 (1785)
- Hollingsworth v. Hamelin, 1 U.S. 151, 1 Dall. 151 (1785)
- Lazarus Barnet's Case, 1 U.S. 152 , 1 Dall. 152 (1785)
- Case v. Hufty, 1 U.S. 154 , 1 Dall. 154 (1785)
- Weaver v. Lawrence, 1 U.S. 156 , 1 Dall. 156 (1785)
- Taylor v. Knox, 1 U.S. 158 , 1 Dall. 158 (1785)
- Hollingsworth v. Leiper, 1 U.S. 161, 1 Dall. 161 (1786)
- Ogden v. Ash, 1 U.S. 162 , 1 Dall. 162 (1786)
- Sliver v. Shelback, 1 U.S. 165, 1 Dall. 165 (1786)
- Belt v. Dalby, 1 U.S. 167 , 1 Dall. 167 (1786)
- Kunckel v. Baker, 1 U.S. 169 , 1 Dall. 169 (1786)
- Moore's Lessee v. Few, 1 U.S. 170 , 1 Dall. 170 (1786)
- Dutilh v. Ritchie, 1 U.S. 171, 1 Dall. 171 (1786)
- Shotwell v. Boehm, 1 U.S. 172 , 1 Dall. 172 (1786)
- Grier v. Grier, 1 U.S. 173, 1 Dall. 173 (1786)
- Kerlin's Lessee v. Bull, 1 U.S. 175 , 1 Dall. 175 (1786)
- Purviance v. Angus, 1 U.S. 180 , 1 Dall. 180 (1786)
- James v. Allen, 1 U.S. 188 , 1 Dall. 188 (1786)
- Gerard v. La Coste, 1 U.S. 194, 1 Dall. 194 (1787)
- Phile v. Ship Anna, 1 U.S. 197 , 1 Dall. 197 (1787)
- January v. Goodman, 1 U.S. 208 , 1 Dall. 208 (1787)
- Pollard v. Shaaffer, 1 U.S. 210, 1 Dall. 210 (1787)
- Musgrove v. Gibbs, 1 U.S. 216 , 1 Dall. 216 (1787)
- Doane S Adm Rs v. Penhallow, 1 U.S. 218 (1787)
- Eastwick v. Hugg, 1 U.S. 222 , 1 Dall. 222 (1787)
- Hocker v. Stricker, 1 U.S. 225 , 1 Dall. 225 (1787)
- Busby v. Busby, 1 U.S. 226 , 1 Dall. 226 (1787)
- Millar v. Hall, 1 U.S. 229, 1 Dall. 229 (1788)
- Respublica v. Gordon, 1 U.S. 233 , 1 Dall. 233 (1788)
- Steinmetz v. Currey, 1 U.S. 234 , 1 Dall. 234 (1788)
- Respublica v. Shaffer, 1 U.S. 236, 1 Dall. 236 (1788)
- Poultney v. Ross, 1 U.S. 238, 1 Dall. 238 (1788)
- Brown v. Sutter, 1 U.S. 239 , 1 Dall. 239 (1788)
- Newman v. Bradley, 1 U.S. 240 , 1 Dall. 240 (1788)
- Penman v. Wayne, 1 U.S. 241 , 1 Dall. 241 (1788)
- Wallace v. Fitzsimmons, 1 U.S. 248, 1 Dall. 248 (1788)
- Robertson v. Vogle, 1 U.S. 252 , 1 Dall. 252 (1788)
- Holingsworth v. Ogle, 1 U.S. 257 , 1 Dall. 257 (1788)
- Phelps v. Holker, 1 U.S. 261 , 1 Dall. 261 (1788)
- Walton v. Willis, 1 U.S. 265, 1 Dall. 265 (1788)
- Williams v. Geheogan, 1 U.S. 267 , 1 Dall. 267 (1788)
- Guthrie v. White, 1 U.S. 268 , 1 Dall. 268 (1788)
- Tillier v. Whitehead, 1 U.S. 269 , 1 Dall. 269 (1788)
- Steinmetz v. Currie, 1 U.S. 270 , 1 Dall. 270 (1788)
- Mifflin v. Bingham, 1 U.S. 272 , 1 Dall. 272 (1788)
- Lewis v. Maris, 1 U.S. 278 (1788)
- Kirkbride v. Durden, 1 U.S. 288 , 1 Dall. 288 (1788)
- Tetter v. Rapesnyder, 1 U.S. 293, 1 Dall. 293 (1788)
- Morgan v. Eckart, 1 U.S. 295 (1788)
- Bolton v. Martin, 1 U.S. 296 , 1 Dall. 296 (1788)
- Kunckle v. Wynick, 1 U.S. 305 , 1 Dall. 305 (1788)
- Cooper v. Coats, 1 U.S. 308 , 1 Dall. 308 (1788)
- Appeal of Brown, 1 U.S. 311 , 1 Dall. 311 (1788)
- Williams v. Craig, 1 U.S. 313 , 1 Dall. 313 (1788)
- Plowman v. Abrams, 1 U.S. 316 , 1 Dall. 316 (1788)
- Richette v. Stewart, 1 U.S. 317 , 1 Dall. 317 (1788)
- Respublica v. Oswald, 1 U.S. 319 , 1 Dall. 319 (1788)
- Lesher v. Gehr, 1 U.S. 330 , 1 Dall. 330 (1788)
- Respublica v. Teischer, 1 U.S. 335, 1 Dall. 335 (1788)
- James v. Browne, 1 U.S. 339 , 1 Dall. 339 (1788)
- Butcher v. Coats, 1 U.S. 340 , 1 Dall. 340 (1788)
- Ingles v. Bringhurst, 1 U.S. 341 , 1 Dall. 341 (1788)
- Geyer v. Smith, 1 U.S. 347, 1 Dall. 347 (1788)
- Oxley v. Cowperthwaite, 1 U.S. 349 , 1 Dall. 349 (1788)
- Walton v. Willis, 1 U.S. 351 , 1 Dall. 351 (1788)
- Hart v. James, 1 U.S. 355 , 1 Dall. 355 (1788)
- Starrett's Case, 1 U.S. 356 , 1 Dall. 356 (1788)
- Respublica v. Sparhawk, 1 U.S. 357 , 1 Dall. 357 (1788)
- Kunckle v. Kunckle, 1 U.S. 364, 1 Dall. 364 (1788)
- Gorgerat v. McCarty, 1 U.S. 366 , 1 Dall. 366 (1788)
- Waters v. Millar, 1 U.S. 369 , 1 Dall. 369 (1788)
- Gibbs v. Gibbs, 1 U.S. 371 (1788)
- McClenachan v. McCarty, 1 U.S. 375 , 1 Dall. 375 (1788)
- Penrose v. Hart, 1 U.S. 378 , 1 Dall. 378 (1788)
- Pleasants v. Meng, 1 U.S. 380 , 1 Dall. 380 (1788)
- Farrel v. McClea, 1 U.S. 392 , 1 Dall. 392 (1788)
- Camp v. Lockwood, 1 U.S. 393 , 1 Dall. 393 (1788)
- Johnson v. Hocker, 1 U.S. 406, 1 Dall. 406 (1789)
- Steele v. Steele, 1 U.S. 409 , 1 Dall. 409 (1789)
- Schlosser v. Lesher, 1 U.S. 411, 1 Dall. 411 (1789)
- Kennedy v. Nedrow, 1 U.S. 415 , 1 Dall. 415 (1789)
- Hamilton v. Callender's Executors, 1 U.S. 420 , 1 Dall. 420 (1789)
- Lessee of Thompson v. White, 1 U.S. 424 , 1 Dall. 424 (1789)
- D'Utricht v. Melchor, 1 U.S. 428 , 1 Dall. 428 (1789)
- Levinz v. Will, 1 U.S. 430 , 1 Dall. 430 (1789)
- Parker v. Wood, 1 U.S. 436 , 1 Dall. 436 (1789)
- Phillips v. Hyde, 1 U.S. 439, 1 Dall. 439 (1789)
- Adams v. La Comb, 1 U.S. 440 , 1 Dall. 440 (1789)
- McCullough v. Houston, 1 U.S. 441, 1 Dall. 441 (1789)
- Cummings v. Lynn, 1 U.S. 444 , 1 Dall. 444 (1789)
- Quesnel v. Mussy, 1 U.S. 449 , 1 Dall. 449 (1789)
- Hooton v. Will, 1 U.S. 450 , 1 Dall. 450 (1789)
- Primer v. Kuhn, 1 U.S. 452 , 1 Dall. 452 (1789)
- Græme v. Harris, 1 U.S. 456 , 1 Dall. 456 (1789)
- Bunner v. Neil, 1 U.S. 457 , 1 Dall. 457 (1789)
- Thompson v. Musser, 1 U.S. 458 , 1 Dall. 458 (1789)
- Respublica v. Betsey, 1 U.S. 469 , 1 Dall. 469 (1789)
- Lyle v. Foreman, 1 U.S. 480 , 1 Dall. 480 (1789)
- Graff v. Smith's Admors., 1 U.S. 481 , 1 Dall. 481 (1789)
- Pringle v. McClenachan, 1 U.S. 486 , 1 Dall. 486 (1789)

## Sources
- (en) Cet article est partiellement ou en totalité issu de l’article de Wikipédia en anglais intitulé « United States Reports, volume 1 » (voir la liste des auteurs).